# 140 TCN
Năm 140 TCN là một năm trong lịch Julius. 